# Glendora (Mississippi)
Glendora è un comune (village) degli Stati Uniti d'America, situato nella contea di Tallahatchie, nello Stato del Mississippi.